# Nikolinci
Nikolinci (cyr. Николинци) – wieś w Serbii, w Wojwodinie, w okręgu południowobanackim, w gminie Alibunar. W 2011 roku liczyła 1131 mieszkańców.